# Espanhol mexicano
O espanhol mexicano é um conjunto de dialetos e sociolectos do idioma espanhol empregados principalmente na zona central dos Estados Unidos Mexicanos. No entanto, no México se empregam também outros dialetos do espanhol, os quais diferem do espanhol mexicano: Espanhol nor-mexicano, Espanhol yucateco, Espanhol centroamericano (em Chiapas), entre outros.